# アラン・スミス
アラン・スミス（Alan Smith, 1980年10月28日 - ）は、イングランド出身のサッカー選手、サッカー指導者。ポジションはミッドフィールダー、もしくはフォワード。

## 経歴

### リーズ・ユナイテッド時代
1998年にリーズ・ユナイテッドAFCでリーグ戦デビューを果たし、その日に初ゴールを決める。当初ストライカーとして活躍する一方、血の気の多さが災いしてラフプレーによる退場や出場停止が目立っていた。2000-01シーズンではリーズのUEFAチャンピオンズリーグ4強進出に貢献。2001年にイングランド代表デビューを果たす。2003年には観客が投げ込んだペットボトルをスタンドに投げ返し、それが別の観客に当たってしまい逮捕（その後釈放）されるという事件を起こし、問題児ぶりを発揮してしまう。

### マンチェスター・ユナイテッド時代
リーズのプレミアリーグからの降格に伴い、財政難から放出を余儀なくされ、2004年にマンチェスター・ユナイテッドFCへ移籍。アレックス・ファーガソン監督の指導もあって、問題児ぶりは影を潜め闘志を前面に押し出す選手に変貌。
2005-06シーズンからは中盤センターのポジションにケガ人が続出し、さらにシーズン途中の主将ロイ・キーンの突然の退団が重なった関係からミッドフィールダーにコンバートされ、キーンの後継者として期待された。しかし、このシーズンのFAカップ・リヴァプールFC戦で悲劇が彼を襲う。後半途中から出場したスミスはヨン・アルネ・リーセのフリーキックをブロックしようとして着地に失敗、左足複雑骨折・左足首関節脱臼・靱帯損傷という選手生命も脅かしかねない重傷を負ってしまう。（ファーガソン監督をして私が見た中で最悪の負傷と言うほどの凄惨なものだった。）結果的にドイツW杯も棒に振ることになってしまった。
懸命のリハビリを経て2006-07シーズン後半にようやく復帰。クラブが中盤のポジションにマイケル・キャリックを獲得し、ルート・ファン・ニステルローイを放出した関係で再度フォワードにコンバートされる。しかしウェイン・ルーニーなどの他のフォワード陣が好調で、シーズン途中のヘンリク・ラーションの短期レンタルなどもあって、リーグ戦ではわずか9試合の出場に終わってしまう。

### ニューカッスル時代
2007-08シーズンにはカルロス・テベスの加入でさらに出場機会が減少することが予想されたことから、ニューカッスル・ユナイテッドFCに移籍。5年契約で、移籍金は600万ポンド（約14億4000万円）。かつてリーズ・ユナイテッドでチームメイトであったマーク・ヴィドゥカ、ジェイムズ・ミルナーと同じクラブに所属する事となった。ニューカッスルでは本格的にミッドフィールダーに転向しチームの主力に定着した。激しいタックルは健在だが、無意味なラフプレーは少なくなった。
2008-09シーズンはまたしても怪我に泣かされ、シーズンの大半を棒に振ることになってしまった。復帰後もチームは精彩を欠き、降格の憂き目にあった。
2009-10シーズン、チャンピオンシップ降格の後は怪我で欠場中のニッキー・バットの代わりにキャプテンマークをまく。バットが怪我から復帰してからもそのままキャプテンをまかされバットのポジションを完全に手に入れる（正確にはスミスは副将だが、スタメンのスミスがキャプテンマークをつけることが多かった）。このシーズン、ニューカッスルは圧倒的な強さでチャンピオンシップ優勝を果たし、見事に一年でプレミアリーグに返り咲いた。快進撃を続けるチームにあって、スミスはゲームキャプテンとして中盤の底で安定したパフォーマンスを発揮、チームのバランサーの役割をこなし、ニューカッスルの心臓といわれ、圧倒的な存在感を見せた。しかしその反面、ゴールという結果からは大きく遠ざかり、結局ニューカッスルでは無得点に終わった。

### ミルトン・キーンズ・ドンズ時代
2012年1月29日、ミルトン・キーンズ・ドンズFCにシーズン終了までの期限でレンタル移籍した。7月10日にはミルトン・キーンズ・ドンズへの完全移籍が発表され、2年契約にサインした。ミルトン・キーンズ・ドンズでは不慣れなセンターバックのポジションを任されることもあった。

### ノッツ・カウンティ時代
2014年、コーチ兼任でノッツ・カウンティFCに移籍した。2017年には監督代行も務めた。2017-18シーズン終了後に放出された。

## エピソード
- 8歳の時、BMXで全英チャンピオンになった実績を持つ。
- バイク好きで知られる。2001年のNumber誌では、阿部典史が好きだとコメント。リオ・ファーディナンドとともにナイキの招きで来日し、ヤマハ発動機の工場を見学したこともある。
- 上記来日の際、直前に起きた大阪教育大学附属池田小学校での附属池田小事件の事を耳にし、リオ・ファーディナンド、リオの母と共に現場である同校に訪れ校門前に献花をした。京都観光の予定を変更してでの訪問だった。この話も、Numberに掲載され多くの人の知るところとなった。